# 堀直宥
堀 直宥（ほり なおさだ、寛文5年11月17日（1665年12月23日） - 正徳元年6月8日（1711年7月23日））は、江戸時代前期から中期の大名で、上総八幡藩第2代藩主、越後椎谷藩初代藩主。椎谷堀家4代。上総八幡藩初代藩主・堀直良の長男。母は植村家貞の娘。正室は新庄藩主・桑山一玄の娘（岸和田藩主・岡部行隆の養女）。子は直央（長男）、直意（次男）、直恒（四男）、大沢直衡（五男）。通称は三四郎、三右衛門。諱は初め直虎、直勝。官位は従五位下、式部少輔。
元禄4年（1691年）、父の死により家督を相続した。元禄11年（1698年）、所領を越後国沼垂郡・蒲原郡・三島郡に移され、陣屋を椎谷に定めた。これにより椎谷藩が成立した。正徳元年（1711年）に死去し、跡は長男の直央が継いだ。

## 系譜
父母
- 堀直良（父）
- 植村家貞の娘（母）

正室
- 岡部行親の養女 ー 桑山一玄の娘

子女
- 堀直央（長男）生母は正室
- 堀直意（次男）
- 堀直恒（四男）
- 大沢直衡（五男）